# カール・フリードリヒ・クリスティアン・ファッシュ

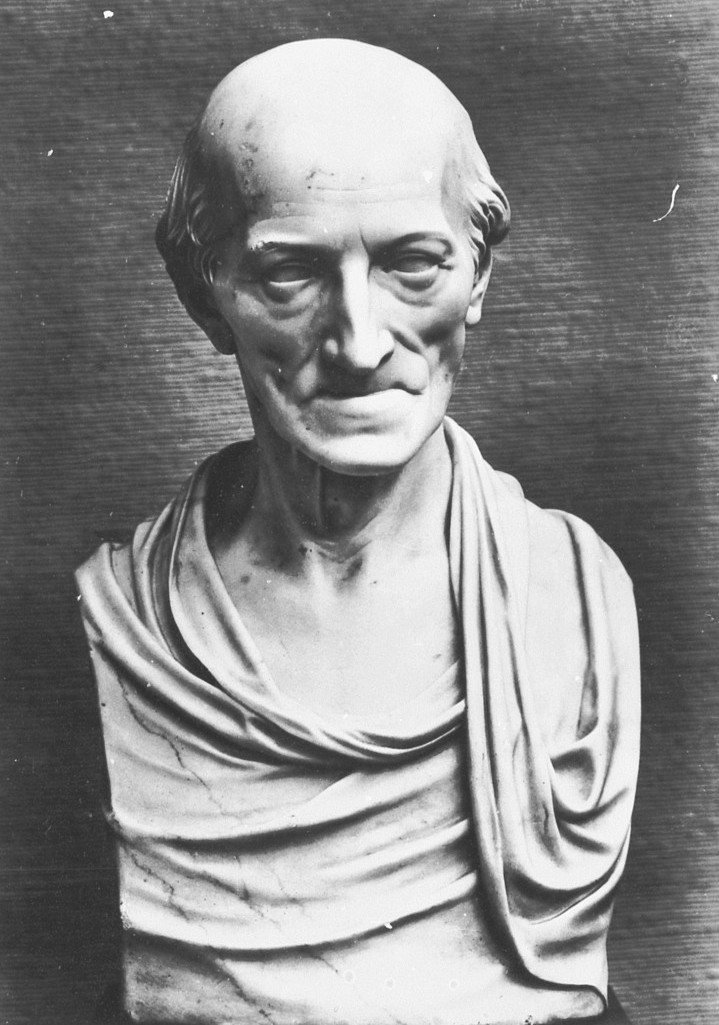
ファッシュ 胸像

カール・フリードリヒ・クリスティアン・ファッシュ（Carl Friedrich Christian Fasch, 1736年11月18日 - 1800年8月3日）は、ドイツの作曲家、ハープシコード奏者。

## 生涯
ファッシュはツェルプストで、作曲家のヨハン・フリードリヒ・ファッシュの息子として生まれた。教育は主に父から施された。1756年にプロイセンのフリードリヒ2世の宮中に仕えるようになり、そこで宮廷ハープシコード奏者をしていたC.P.E.バッハの代理となった。1767年にバッハが宮廷を去りハンブルクへと向かってからは、ファッシュがその後を引き継いだ。彼は1791年にベルリン・ジングアカデミーを設立している。この合唱団の演奏会では、ファッシュは大バッハや他のバロック時代の巨匠の音楽を推進し、また同時代の音楽も取り上げた。1796年にはベートーヴェンがアカデミーを訪問している。また、ファッシュはジングアカデミーのために多くの作品を作曲した。彼の「16声のミサ曲」はオルガンの通奏低音のみを伴った技巧的なミサ曲であり、18世紀終盤における合唱曲の傑作である。
ファッシュは1800年にベルリンで帰らぬ人となった。彼の墓地はハレシェス・トア駅の南にあるイェルサレム教会とドイツ教会の第1墓地にプロテスタントの様式で残されている。彼の亡き後、アカデミーの指導者はカール・フリードリヒ・ツェルターに受け継がれた。